# Стейнгрімюр Германнссон
Стейнгрімюр Германнссон (ісл. Steingrímur Hermannsson; 22 червня 1928 — 1 лютого 2010) — ісландський політик, двічі обіймав посаду голови уряду.

## Життєпис
Був сином Германн Йоунассон, колишнього прем'єр-міністра Ісландії. 1948 року виїхав до США, де навчався інженерній справі. Після повернення на батьківщину 1971 року був обраний депутатом альтингу.
У 1978—1979 роках займав пост міністра юстиції та у справах релігії, а також сільського господарства. Від 1980 до 1983 року обіймав посаду міністра рибальства й комунікацій, а від 1987 до 1988 очолював міністерство закордонних справ.
У 1983—1987 та 1988—1991 роках очолював ісландський уряд. Часи його прем'єрства з одного боку відзначились зростанням рівня корупції, з іншого ж боку — він зумів адаптувати ісландську економіку до складних процесів кінця 1980-их, початку 1990-их років.
1991 року, під час січневих подій у Вільнюсі, активно підтримав Вітаутаса Ландсберґіса. Ісландія стала першою державою, що визнала незалежність Литви від СРСР. Після відставки виступав проти вступу Ісландії до ЄС.